# Hexen II
Hexen II é um jogo de fantasia sombria e tiro em primeira pessoa desenvolvido pela Raven Software entre 1996 e 1997, publicado pela Id Software e distribuído pela Activision. É o terceiro jogo da franquia Hexen/Heretic, e o último da trilogia "Serpent Riders" (Cavaleiros da Serpente). Em 3 de Agosto de 2007, o jogo começou a ser vendido no Steam. Usando uma versão modificada da Quake engine, o jogo pode ser jogado tanto no modo single-player quanto multiplayer, e em ambos os modos podem ser escolhidos 4 tipos de classes de personagens, cada uma com habilidades diferentes.
Melhorias em relação ao Hexen e Quake incluem ambientes destrutíveis, armas montadas e habilidades únicas dependendo do nível. Como seu antecessor, Hexen II também inclui o "Hub System". Esse sistema conecta fases entre si, permitindo que alterações feitas em uma fase tenham efeitos em outras.

## Jogabilidade
A jogabilidade é similar ao predecessor. Entretanto, no lugar de três classes, Hexen II contém quatro: Paladino, Cruzado, Assassino e Necromante, cada uma com suas próprias armas e estilo de jogo únicos.
Hexen II também contém elementos de role-playing game, e cada personagem tem uma série de estatísticas que crescem em conjunto com os pontos de experiência, aumentando o poder do personagem.

## Desenvolvimento
Originalmente planejado para ser o último jogo de uma trilogia, o sucessor de Hexen foi inicialmente chamado Hecatomb, mas o nome foi abandonado depois que John Romero saiu da id Software em 1996. A Activision pressionou a Raven Software para dividir o desenvolvimento de Hecatomb em dois jogos diferentes, Hexen II e Heretic II. A Activision achou que os jogos predecessores, Heretic e Hexen, foram diferentes o suficiente um do outro para que pudessem ser tratados como entidades diferentes no futuro, ao invés de um jogo único. Poucas ideias de Romero para Hecatomb acabaram sendo implementadas em Hexen II e Heretic II.
Hexen II foi desenvolvido em uma versão modificada da Quake engine, e utiliza OpenGL para aceleração 3D. Boa parte da música do jogo é um remix das soundtracks de Hexen e Heretic.
A Activision adquiriu os direitos de publicar versões do jogo para o PlayStation e Sega Saturn, mas ambos os ports não chegaram a ser lançados.

### Código fonte
Seguindo a tradição de Heretic e Hexen, a Raven Software liberou o código fonte da engine de Hexen II em 10 de novembro de 2000. O código foi liberado sob licença GNU, permitindo que ports fossem feitos para diferentes plataformas, como Linux e Dreamcast.

## Portal of Praevus
Um pacote de expansão chamado Hexen II Mission Pack: Portal of Praevus foi lançado em 1 de abril de 1998, contendo novas fases, inimigos e uma nova classe de personagem, a Demoness.

## Recepção
Por causa da popularidade do Hexen, o jogo foi muito antecipado. Após seu lançamento, Hexen II recebeu críticas mistas, com algumas positivas. A Edge o elogiou por ser diferente dos demais jogos desenvolvidos com a engine Quake, destacando as fases interativas, variedade de inimigos, e inteligência artificial dos inimigos. The magazine also credited the game's diversity of weapons and spells for offering different combat strategies.
De acordo com Erik Bethke, Hexen II não foi em sucedido comercialmente, vendendo pouco mais de 30 mil unidades.